# 弗朗西斯科·哈维尔·罗德里格斯·比尔切斯
弗朗西斯科·哈维尔·罗德里格斯·比尔切斯（西班牙語：Francisco Javier Rodríguez Vílchez，1978年6月17日—），簡稱弗朗西斯科，西班牙前足球運動員，司職前鋒，目前是足球教練，2021年執教埃尔切。

## 外部連結
- BDFutbol profile （页面存档备份，存于）
- Futbolme profile （页面存档备份，存于） （西班牙文）